# پیت ویلیامز
پیت ویلیامز (انگلیسی: Pete Williams؛ زادهٔ ۱۹۷۵) ورزشکار هنرهای رزمی ترکیبی اهل ایالات متحده آمریکا است.